# Transeksualnost
Transeksualnost ili transpolnost je termin koji je usvojio LGBT pokret, koji ne prihvata medicinski termin transseksualnost, jer smatra elementarnim pravom svake osobe da prihvati ili ne prihvati društvene norme koje se odnose na koncept pola i roda, i da na donošenje odluke o sopstvenim telima nikakva politička, medicinska ili religijska norma ne sme kršiti integritet nečijeg tela i protiv volje kočiti odluke u vezi toga što neko želi raditi sa sopstvenim telom, i u cilju podrške transeksualnim osobama uvodi termin transeksualnost (engl. transexuality) iz kojeg je, osim jednog „s”, izbačen i medicinski kontekst termina.
Za razliku od LGBT pokreta medicina koristi termin transseksualnost, koji u nauci predstavlja mentalni poremećaj na osnovu kojeg se donosi dijagnoza koja nosi oznaku F64.0 u skladu sa Međunarodnom klasifikacijom bolesti (MKB-10). Iz ovog razloga medicina koristi termin transseksualnost (engl. transsexuality) — sa dva „s”.
Kako u srpskom jeziku reč seks isključivo podrazumeva seksualni odnos, a ne i pol, a brojne norme u srpskom društvu krše integritet nečijeg tela i protiv volje individue usmeravaju odluke, u vezi sa tim, šta neko želi da uradi sa vlastitim telom, možda bi medicinskipravno bilo adekvatnije i jasnije koristiti termin transpolnost.

## Terminologija
Transseksualnost
Ovim terminom označava se složeni poremećaj pa se mnogobrojni termini koriste kako bi se opisale biološke i psihosocijalne kategorije, ali i proces promene pola. Ljudi su određeni svojim polom i rodom, odnosno polnim i rodnim identitetom.
Pol
Pol se odnosi na biološke karakteristike sa kojima je neka osoba rođena, a koja omogućava binarnu kategorizaciju na muški odnosno ženski pol. Osnovu za ovu podelu čini izgled polnih organa. 
Rod
Za razliku od pola rod je sociopsihološka kategorija koja uključuje individualni doživljaj pripadanja određenom polu; osoba zna da li je muško ili žensko (ili u vrlo retkim slučajevima oboje ili nijedno). Kod većine ljudi usklađeni su pol u kojem je osoba rođena i rodni identitet. Međutim, ukoliko se ove dve kategorije ne podudaraju, nastaje poremećaj za koji postoje razni nazivi:
- Transseksualnost, koja se odnosi na osobe koje u svome transrodnom identitetu teže prema modifikaciji svoga tela kako bi promenile pol. Zato je transseksualnost stanje koje zahteva medicinsko lečenje.
- Transrodnost, koja se odlikuje u nadilaženju rodne uloge i identiteta, i društvena je kategorija.[3]
- Poremećaj rodnog identiteta (engl. gender identitydisorder-GID) nadređeni je pojam i označava skup poremećaja kojima je zajednička karakteristika biti osoba suprotnog pola. Afektivna komponenta ovoga poremećaja je rodna disforija (engl. gender dysphoria), koju osim nezadovoljstva sopstvenim polom i želje da se bude suprotnoga pola karakteriše i to što taj pol biva prihvaćen od drugih.[2]

Homoseksualnost — seksualna orijentacija
Homoseksualnost se još od 1973. ne smatra duševnom bolešću — a seksualna orijentacija se određuje na osnovu onoga šta (ili ko) kod određene osobe izaziva seksualnu reakciju.